# 金成浩
金成浩（韓語：김성호，Kim Sung-ho，1950年3月2日—）韓国政府官员、律师，毕业于韩国高丽大学法学系，曾担任卢武铉总统的法務部长和韓國國家清廉委員會事務處長，2008年李明博总统任命他为国家情報院院長。
1995年金成浩作为汉城地方检察厅的部长级检察官参加对各财阀企业代表的调查，负责调查前总统全斗焕秘密资金案，并查清了全斗焕秘密资金的全貌，正式向汉城地方法院提出了全斗焕违反特定犯罪加重处罚法律的公诉，向全斗焕提供秘密资金的各财阀企业代表也同时受到了起诉，为韩国的检察官赢得了声誉。
2008年3月5日韩国“天主教正義化身司祭團”在首爾召開新聞發佈會，曝光三星集團實施賄賂的政府官員名單。金成浩和青瓦臺總統府民政首席秘書李鐘燦也在這份名單中，金成浩和李鐘燦被指控一直定期從三星集團收取回扣。提出這一指控的三星集團前律師金勇澈稱他還親自給前法務部長官金成浩送過賄金。金成浩和李鐘燦堅決否認這一指控，金成浩當天則要求國會允許金勇澈以證人身份出席次日關於他的人事聽證會，當面對質。
2009年金成浩又涉嫌前总统卢武铉家族受贿案，制鞋业者泰光实业会长朴渊次供称，金成浩和卢武铉政府时期的国家情报院院长金万福都曾接受他的贿赂。
| 前任： 千正培 | 大韩民国法务部部長 第58代：2006年8月30日 - 2007年9月3日 | 繼任： 鄭城鎭 |
| 前任： 金万福 | 大韓民国国家情報院院長 第29代：2008 - 2009              | 繼任： 元世勋 |